# Brasão de armas da Catalunha
O brasão de armas da Catalunha é baseado num campo dourado com quatro palas vermelhas que vem sendo usado desde a Idade Média em vários brasões de armas. A sua origem está fortemente relacionada com o brasão de armas de Aragão.
Vários historiadores, heraldistas e o Governo da Catalunha consideram que era originalmente o brasão familiar dos condes de Barcelona, e foi adotado pelos descendentes de Raimundo Berengário IV enquanto reis de Aragão e condes de Barcelona. Existem outros autores que contestam fortemente esta teoria para a origem do brasão de armas, e consideram que este foi desde sempre um brasão dos reis de Aragão.
É um dos brasões de armas mais antigos da Europa, remontando pelo menos a um selo de Raimundo Berengário IV de 1150.

## Nascimento heráldico dasQuatro Barras
O primeiro testemundo do sinal heráldico das Quatro Barras aparece no selo de cera de Raimundo Berengário IV, conde de Barcelona em meados do séc. XII, conforme concluem diversos especialistas:
"O primeiro testemunho real das armas empregadas pelos reis de Aragão está em selos de Raimundo Berengário IV cujo mais antigo dos quais é datado de 1150" —  Faustino Menéndez Pidal de Navascués  
"(...) não há dúvida de que o primeiro titular das Quatro Barras em ouro vai ser Raimundo Berengário IV (...)" —  Alberto Montaner Frutos  
"Os selos mais antigos que temos de um soberano catalão são os do Conde Raimundo Berengário IV (...) O escudo transporta o sinal das barras (...)" —  Armand de Fluvià e Escorsa  
"De tudo o descrito parece ser firme que é Ramón Berenguer IV à volta do ano 1150, por vontade própria, decide escolher como divisa particular da sua Casa [de Barcelona] , as "barras", que também figuravam no seu escudo e no seu estandarte". —  F. Xavier Calicó  
"As Cortes catalãs, reunidas sob a presidência da rainha dona Maria, enviou uma embaixada ao rei, que estava na Sicília, em duas galeras que «não traziam outros sinais senão os do condado de Barcelona, isto é, barras amarelas e vermelhas tão somente". —  Citação de uma crónica real de 1396  